# Kalina Vladovska
Kalina Vladovska (1999) is een in Bulgarije geboren percussionist.   
Tussen 2017-2022 studeert ze aan het Prins Claus Conservatorium in Groningen. Sinds 2022 volgt ze een Master opleiding aan het Koninklijk Conservatorium Den Haag. 
Op 15 april 2019, toen ze 19 jaar oud was, won ze een eerste prijs in het Prinses Christina Concours. De finale werd dat jaar gehouden in het Zuiderstrandtheater in Den Haag. Ze ontving haar prijs uit handen van prinses Christina.
Kalina Vladovska maakt deel uit van de Youth Percussion Pool, onder leiding van Tatiana Koleva.
Tijdens een optreden in Podium Witteman op 20 oktober 2019 bespeelde ze de tupan.
In 2022 ontving ze de BNG Bank Muziekprijs. Vladovska werd hiermee de Young artist in residence bij Muziekzomer Gelderland 2023.
Kalina werkt ook regelmatig samen met Sietze de Vries in het project allepsalmen.

## Discografie
- 2018: Orgelprobe, hieruit: Terpsichore van Michael Praetorius, met Sietze de Vries op het orgel van de Groningse Martinikerk.[5]